# Länsiväylä
Länsiväylä ("Västerleden") är en lokal finskspråkig gratistidning som utkommer tre gånger i veckan. Den utkommer endast i Esbo, Grankulla och delar av Kyrkslätt och Drumsö. Upplagan är 125 000 exemplar.